# Hardencourt-Cocherel
Hardencourt-Cocherel – miejscowość i gmina we Francji, w regionie Normandia, w departamencie Eure.
Według danych na rok 1990 gminę zamieszkiwało 207 osób, a gęstość zaludnienia wynosiła 42 osoby/km² (wśród 1421 gmin Górnej Normandii Hardencourt-Cocherel plasuje się na 695. miejscu pod względem liczby ludności, natomiast pod względem powierzchni na miejscu 695).